# Villafranca (Navarre)
Pour les articles homonymes, voir Villafranca.
Villafranca (en basque Alesbes) est une ville et une commune de la communauté forale de Navarre (Espagne).
Elle est située dans la zone non bascophone de la province. Le castillan est la seule langue officielle alors que le basque n’a pas de statut officiel.
| Évolution démographique                                     | Évolution démographique | Évolution démographique | Évolution démographique | Évolution démographique | Évolution démographique | Évolution démographique | Évolution démographique | Évolution démographique | Évolution démographique | Évolution démographique |
| 1996                                                        | 1998                    | 1999                    | 2000                    | 2001                    | 2002                    | 2003                    | 2004                    | 2005                    | 2006                    | 2007                    |
| ----------------------------------------------------------- | ----------------------- | ----------------------- | ----------------------- | ----------------------- | ----------------------- | ----------------------- | ----------------------- | ----------------------- | ----------------------- | ----------------------- |
| 2 515                                                       | 2 520                   | 2 530                   | 2 510                   | 2 618                   | 2 691                   | 2 688                   | 2 733                   | 2 802                   | 2 881                   | 2 892                   |
| Sources: Villafranca et instituto de estadística de navarra |                         |                         |                         |                         |                         |                         |                         |                         |                         |                         |

## Personnalités
- Jesús Glaría, Glaría IV (1942-1978): footballeur international qui joua à l'Atlético Madrid et à l'Espagnol de Barcelone.

### Sources
- (es) Cet article est partiellement ou en totalité issu de l’article de Wikipédia en espagnol intitulé « Villafranca (Navarra) » (voir la liste des auteurs).